# بكفتين
بكفتين هي قرية لبنانية من قرى قضاء الكورة في محافظة الشمال.